# 12719 Pingré
12719 Pingré eller 1991 LP2 är en asteroid i huvudbältet som upptäcktes den 6 juni 1991 av den belgiske astronomen Eric W. Elst vid La Silla-observatoriet. Den är uppkallad efter den franske astronomen Alexandre Guy Pingré.